# Adradas
Adradas è un piccolo comune spagnolo di 102 abitanti situato nella comunità autonoma di Castiglia e León in provincia di Soria